# 리 다다나리
리 다다나리(일본어: 李 忠成, 1985년 12월 19일~)는 재일 한국인 4세 출신 일본의 축구 선수로, 한국 이름은 이충성 (李忠成), 일본식 통명은 오야마 다다나리(일본어: 大山 忠成)이다. 일본 축구 국가대표팀의 일원으로 활동했으며, 포지션은 스트라이커였다.
2004년 대한민국 U-19 축구 국가대표팀 예비 후보로 뽑혔고 이충성은 일본 축구 국가대표팀보다는 대한민국 축구 국가대표팀에서 활동하고 싶었기 때문에 일본 축구 국가대표팀에서 활동하였던 한국인 선수의 권유로 파주 트레이닝 센터에 들어오게 되었다.
그 이후 부상까지 겹쳐 부진하였지만 점차 실력을 발휘하였다. 2006년 일본 올림픽 대표팀(U-23) 감독이 귀화를 권유하자 2007년 일본어 이름인 리 다다나리로 개명하고 일본으로 귀화하였다. 2008년에는 일본 올림픽 대표팀(U-23)의 일원이었으며 FC 도쿄 시절 같은 팀 동료였던 오장은 선수와 절친한 것으로도 유명하다. 가시와 레이솔에서 뛸 때는 같은 팀의 홍명보가 달았던 20번을, 산프레체 히로시마로 이적하였을때는 같은 팀의 노정윤이 달았던 9번을 달아 화제가 되었다. 일본과 오스트레일리아의 2011년 AFC 아시안컵 결승전에서 연장전 후반 4분에 결승골(이 골은 그의 A매치 첫 골이기도 하다)을 넣어 일본 축구 국가대표팀에 우승컵을 안겼다.

## 생애
1985년 12월 19일 조선적의 재일 교포 4세로 태어났다. 재일 교포 3세인 이충성의 아버지는 원래 실업구단인 요코하마 트라이스타 SC 소속의 축구 선수였던 경력을 가지고 있다. 도쿄 조선 제9초등학교를 졸업하였다. 어릴 때 현지 코믹 네요 FC에 재학을 하고 있을 당시 팀 동료로 이치카와 마사히코가 있었다. 초등학교 5학년 요코가와(현 요코가와 무사시노 FC) 주니어 유스팀의 시험을 통과하였기 때문에, 6학년에서 같은 팀 연습에 참가하게 되었다.
이후 중학교를 민족학교가 아닌 일본학교로 진학하면서 대한민국 국적으로 바꿨다. 당시에도 '이충성'이라는 한국식 이름을 지켰다.
2004년 박성화 감독이 이끄는 대한민국 U-19 축구 국가대표팀으로 뽑혔고, 부상으로 부진했지만 점차 실력을 발휘하였다. 2007년 일본어 이름인 리 다다나리(Lee Tadanari)로 개명하고 일본으로 귀화하였다.
2011년 카타르 도하에서 열린 2011년 AFC 아시안컵에서 자케로니 감독이 이끄는 일본 축구 국가대표팀에 처음으로 발탁되었다. 2011년 1월 9일 조별 예선 1차전 요르단과의 후반전에 교체 출전하여 A매치 첫 출전을 하였지만, 그다지 인상적인 활약을 펼치지 못하였다. 1월 29일 할리파 국제경기장에서 열린 오스트레일리아와 결승전에서는 연장 전반 8분부터 마에다 료이치와 교체투입되어 연장 후반 4분 자신의 A매치 첫 골이자 결승골을 넣어서 일본이 아시안컵 우승을 달성하는데 크게 기여하였다.
2012년 1월 프리미어리그의 사우샘프턴으로 이적하였다. 이적 후 2골을 넣었으나 오른쪽 발가락 골절 부상 후 수술을 받아 시즌아웃 되었으며, 부상에서 회복한 이후에는 출전 기회를 잡지 못하여 2013년 2월 친정팀인 FC 도쿄로 시즌 종료까지 4개월 단기 임대 이적을 하였다. 이 기간 동안 13경기 4골을 넣었으며 당초 예상한 것 보다는 기대에 못 미치는 활약으로 2013년 6월 13일 사우샘프턴으로 복귀하였다.
그리고 2014년 1월 15일 사우샘프턴은 이충성의 방출을 공식적으로 발표하였다.

## 가족
일본인 연상 모델인 도요바 사키와 결혼한다고 밝혔다.

## 통계
| 일본 | 일본 | 일본 |
| 연도 | 출전 | 득점 |
| ---- | ---- | ---- |
| 2011 | 10   | 2    |
| 2012 | 1    | 0    |
| 통산 | 11   | 2    |

## 같이 보기
- 박강조
- 정대세
- 이창영
- 추성훈